# Blaise Lécuyer
Pour les articles homonymes, voir Lécuyer.
Blaise Lécuyer (en latin : Blasius Scutifferi) est un maître maçon originaire du diocèse de Genève, établi à Carpentras, né vers 1430, et mort avant le 5 avril 1508.

## Biographie
Blaise Lécuyer avait une maison à Carpentras.
Peu d'informations sur sa vie sont connues en dehors des ouvrages à la construction desquels il a participé :
- peut-être le clocher de l'église de L'Isle-sur-Sorgue, en 1459-1460, aujourd'hui démoli[4] ;
- pont de Serres, en 1457-1458[3] ;
- église Saint-Symphorien d'Avignon, en 1461[4] ;
- Cathédrale Saint-Siffrein de Carpentras pour laquelle il a été deux fois maîtres d'œuvre, de 1464[1] à 1490 et de 1498 jusqu'à au moins 1504. Son successeur, Cathelin Charvet est en fonction en 1508[2] ;
- il a achevé l'église du couvent de dominicains de Carpentras, de 1492 à au moins 1497[5] ;
- clocher de l'église Saint-Pierre d'Avignon, en 1495-1496 ;
- Hôtel de ville de Carpentras, de 1470,à 1473[6] ;
- collégiale du Saint-Esprit à l'hôpital de Pont-Saint-Esprit ;
- église Saint-Saturnin de Pont-Saint-Esprit